# FX (Canada)
Pour les articles homonymes, voir FX.
FX Canada est une chaîne de télévision canadienne spécialisée de catégorie B appartenant à Rogers Media (66.6 %) et FX Networks (33.3 %) lancée le 31 octobre 2011.

## Histoire
Après avoir obtenu une licence de diffusion auprès du CRTC pour le service Highwire en février 2011, la chaîne a été lancée le 31 octobre 2011 sous le nom de FX Canada. En décembre 2011, le CRTC approuve l'acquisition des parts de FX Networks (20 % directement, 16.7 % indirectement) dans la chaîne.
D'après l'entente signée entre Rogers et FX Networks, toutes les nouvelles séries produites pour FX par l'un de ses studios de production, FX Productions ou 20th Century Fox Television, sera diffusé sur FX Canada.

## Programmation
FX Canada diffuse la majorité des séries originales américaines de FX, sauf les séries qui ont déjà été vendues à d'autres distributeurs canadiens.
Durant la journée, des rediffusions de séries canadiennes et américaines sont diffusées en format marathon. Rogers ne produit aucune série originale canadienne pour la chaîne.